# Pietà Hotspurs Football Club
Maillots
Le Pietà Hotspurs Football Club est un club de football maltais basé à Pietà, fondé en 1968.
Le club est promu pour la première fois de son histoire en première division lors de l'année 1994.

## Historique
- 1968 : fondation du club